# 9173 Viola Castello
A 9173 Viola Castello ((9173) 1989 TZ15) a Naprendszer kisbolygóövében található aszteroida. Henri Debehogne fedezte fel 1989. október 4-én.